# Imad El Omari
Imad El Omari (ur. 20 lutego 1982) – marokański piłkarz, grający jako obrońca. Od 2015 roku wolny zawodnik.

## Klub

### Olympic Safi
Zaczynał karierę w Olympic Safi. 
W sezonie 2011/2012 (pierwszym dostępnym na stronie Transfermarkt) zagrał 6 spotkań.

### Chabab Rif Al Hoceima
1 sierpnia 2012 roku został zawodnikiem Chabab Rif Al Hoceima. W tym klubie zadebiutował 3 listopada 2012 roku w meczu przeciwko CODM Meknès (2:1 dla zespołu El Omariego). Zagrał cały mecz. Pierwszego gola strzelił 6 dni później w meczu przeciwko Renaissance Berkane (1:0). Do siatki trafił w 90. minucie. Łącznie zagrał 20 meczów i strzelił jedną bramkę.